# Mind Is the Magic: Anthem for the Las Vegas Show
Mind Is the Magic: Anthem for The Las Vegas Show là album tổng hợp của Siegfried & Roy, có mặt ca khúc của Michael Jackson với tựa đề Mind Is the Magic.

## Danh sách track
| STT | Nhan đề                                        | Thời lượng |
| --- | ---------------------------------------------- | ---------- |
| 1.  | "Mind Is the Magic" (Michael Jackson thể hiện) | 6:16       |
| 2.  | "Magical"                                      | 4:09       |
| 3.  | "Kiato"                                        | 3:12       |
| 4.  | "The Power of the Magic"                       | 4:45       |
| 5.  | "The Secret Gallery"                           | 3:31       |
| 6.  | "Saltimbanco"                                  | 4:02       |
| 7.  | "Sarmoti"                                      | 5:22       |
| 8.  | "Magicians of the Century"                     | 3:45       |
| 9.  | "Vision"                                       | 3:28       |
| 10. | "Magic"                                        | 2:55       |
| 11. | "The Theatre Trailer"                          | 0:19       |

## Đĩa đơn
Bài hát đầu tiên của album được phát hành dưới dạng đĩa đơn tại châu Âu vào ngày 26 tháng 2 năm 2010, đạt vị trí #80 tại Pháp ngày 3 tháng 4 năm 2010.

### Danh sách track
German CD maxi single
1. Mind Is the Magic (The Original Version of The Siegfried & Roy Show) - 6:14
2. Mind Is the Magic (The Original Remix Version) - 3:30
3. Mind Is the Magic (Falko Niestolik Remix) - 7:19
4. Mind Is the Magic (Falko Niestolik Radio Edit) - 3:56